# Diego Kochen
Diego Kochen (Miami, 19 maart 2006) is een Amerikaanse voetballer die als doelman uitkomt voor Barça Atlètic. Hij stroomde door vanuit de jeugdopleiding van FC Barcelona.

## Clubcarrière

### Jeugd
Kochen werd geboren in Miami, Florida, als zoon van een Peruaanse moeder en een Venezolaanse vader. Hij begon zijn carrière in de jeugdopleiding van Weston FC, aanvankelijk als veldspeler. Op achtjarige leeftijd maakte hij de overstap naar de positie van doelman, toen hij moest invallen voor een zieke ploeggenoot. Later kwam hij ook uit voor West Pines United in Florida. In 2018 verhuisden zijn ouders vanwege werk naar Spanje, waar Kochen zich aansloot bij de Marcet Football University en het daaraan gelieerde TecnoFutbol CF. 
Daarna kwam FC Barcelona op de korrel en in 2018 trad hij toe tot La Masia. en tekende in maart 2022 zijn eerste profcontract bij de club. Op 11 oktober 2023 werd hij door de Britse krant The Guardian opgenomen in hun jaarlijkse lijst van beste voetballers wereldwijd geboren in 2006. Op 22 december 2023 zat Kochen bij de selectie van het eerste elftal voor een oefenwedstrijd tegen Club América. Hij verving na een uur Ander Astralaga en speelde de resterende dertig minuten.

### FC Barcelona
Op 2 februari 2024 bereikte de club uit Catalonië een akkoord met Kochen over een nieuw contract. De overeenkomst werd op 19 maart 2024 ondertekend, op zijn achttiende verjaardag, en loopt tot juni 2028. Daarbij werd tevens besloten dat hij officieel tot de selectie van Barça Atlètic zou behoren voor de rest van het seizoen 2023/24, waarbij hij rugnummer 24 kreeg toegewezen. Kochen maakte op 14 april zijn officiële debuut voor Barça Atlètic in de uitwedstrijd tegen Unionistas CF, die eindigde in een 4–1 nederlaag.
Op 25 juli 2025 maakte FC Barcelona bekend dat Kochen deel uitmaakt van de voorselectie van het eerste elftal voor de voorbereidingstour en meereist naar Azië.

## Clubstatistieken
| Seizoen | Club          | Competitie         | Competitie | Competitie | Beker | Beker | Internationaal | Internationaal | Totaal | Totaal |
| Seizoen | Club          | Competitie         | Wed.       | Dlp.       | Wed.  | Dlp.  | Wed.           | Dlp.           | Wed.   | Dlp.   |
| ------- | ------------- | ------------------ | ---------- | ---------- | ----- | ----- | -------------- | -------------- | ------ | ------ |
| 2023/24 | Barça Atlètic | Primera Federación | 1          | 0          | —     | —     | —              | —              | 1      | 0      |
| 2024/25 | Barça Atlètic | Primera Federación | 16         | 0          | —     | —     | —              | —              | 16     | 0      |
| 2025/26 | Barça Atlètic | Segunda Federación | 0          | 0          | —     | —     | —              | —              | 0      | 0      |
| 2025/26 | FC Barcelona  | Primera División   | 0          | 0          | 0     | 0     | 0              | 0              | 0      | 0      |
| Totaal  | Totaal        | Totaal             | 17         | 0          | 0     | 0     | 0              | 0              | 17     | 0      |

Bijgewerkt t/m 27 juli 2025.

## Interlandcarrière
Kochen vertegenwoordigde de Verenigde Staten op jeugdinterlandniveau. Hij is daarnaast nog altijd gerechtigd om uit te komen voor Peru of Venezuela. In januari 2022 werd hij voor het eerst opgeroepen voor een trainingskamp van het Amerikaanse jeugdelftal op het IMG-complex in Bradenton, Florida. Op 15 maart 2022 maakte hij zijn debuut voor het nationale onder-17-elftal van de Verenigde Staten. Hij droeg geregeld de aanvoerdersband en werd datzelfde jaar genomineerd voor de titel U.S. Soccer Young Male Player of the Year 2022.
Op 24 maart 2024 debuteerde Kochen voor het Amerikaanse onder-19-elftal in een oefenwedstrijd tegen de leeftijdsgenoten van Engeland, die eindigde in een 3–2 overwinning. In september 2024 werd hij voor het eerst opgeroepen voor het nationale elftal van de Verenigde Staten voor de interlandperiode in datzelfde najaar.